# Baranów (Lublin)
Baranów is een dorp in het Poolse woiwodschap Lublin, in het district Puławski. De plaats maakt deel uit van de gemeente Baranów en telt 1672 inwoners.